# Philodromus barrowsi
Philodromus barrowsi là một loài nhện trong họ Philodromidae.
Loài này thuộc chi Philodromus. Philodromus barrowsi được Willis J. Gertsch miêu tả năm 1934.